# 大利尼納

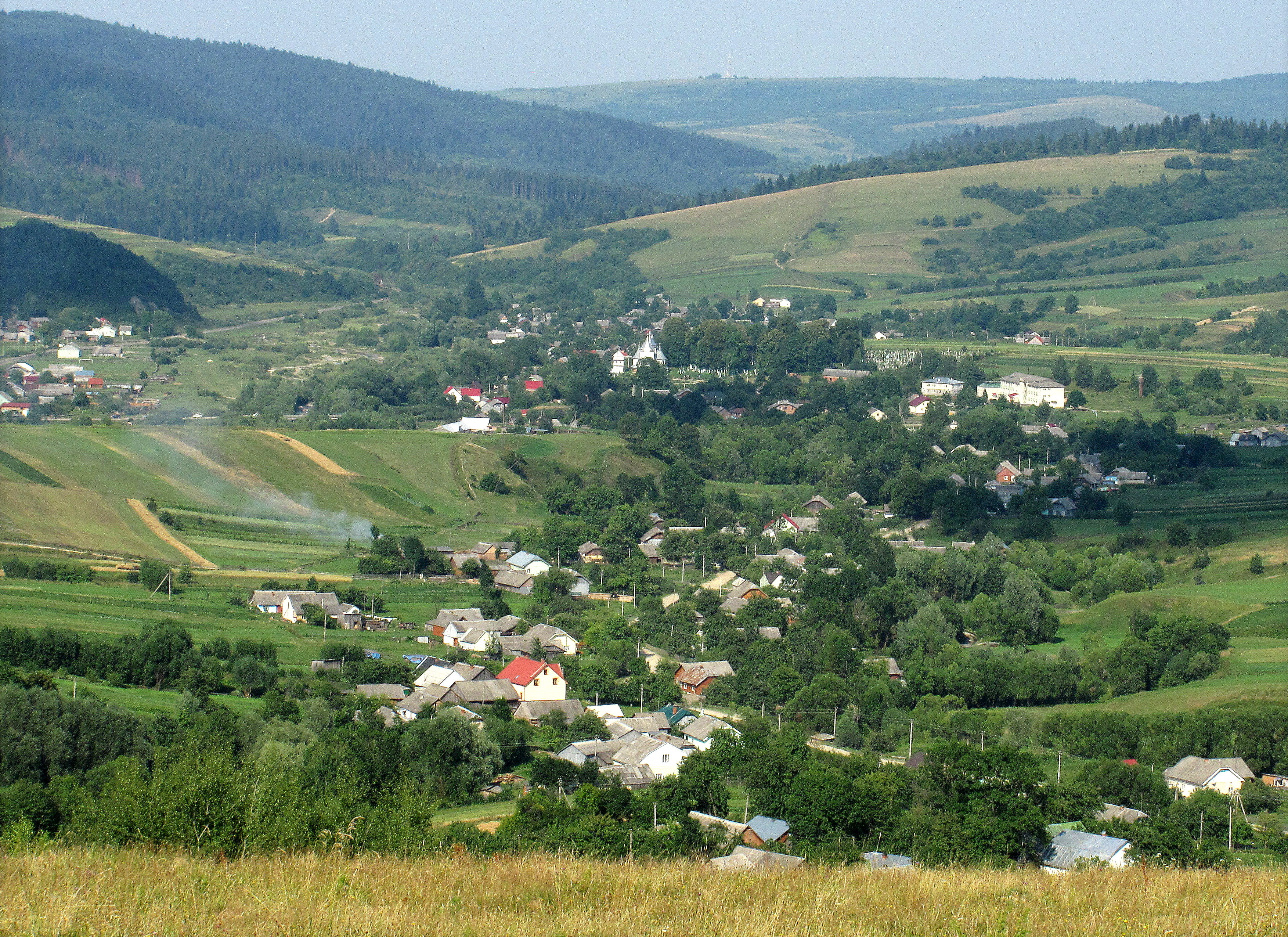

49°23′7″N 22°54′24″E / 49.38528°N 22.90667°E
大利尼納（烏克蘭語：Велика Лінина），是烏克蘭西部的村莊，隸屬利維夫州的桑比爾區。該村處於利寧卡河畔，始建於1495年，面積2.88平方公里，海拔高度447米，2015年人口1,222。